# Десертні вина
Десертні вина — натуральні або кріплені вина із вмістом спирту 12-17% і цукру 120-300 г/дм³.
Для приготування високоякісних десертних вин виноград повинен містити в межах 20-35% цукру.
Не кожен сорт винограду і не щорічно може накопичити таку кількість цукру. Десертні вина широко використовуються як компонент тонізуючих і прохолодних напоїв, крюшону та глінтвейнів.
Десертні вина відрізняються від міцних меншим вмістом спирту і більшим вмістом цукрів. Їх спиртують на початку бродіння. У десертних солодких винах об'ємна частка спирту — 15-17%, масова концентрація цукрів 120-200 г/дм³, у десертних лікерних — відповідно спирту 12-16% і цукрів понад 210-300 г/дм³.
Особливістю виробництва десертних вин є настоювання сусла із м'язгою протягом 6-48 годин. Для прискорення процесу екстракції ароматичних та інших екстрактивних речовин м'язгу червоних сортів перемішують і нагрівають до 60ºС. Сусло після введення чистої культури дріжджів підброджують. Бродіння зупиняють спиртуванням.

## Види
До десертних вин відносять такі типи: біле, рожеве, червоне десертні вина; мускати білий, рожевий, фіолетовий та чорний; токай; кагор; малагу. Десертне біле, рожеве, червоне випускають солодкими і лікерними. З десертних столових вин в Україні випускають марочні червоні (Чорний доктор, Бастардо Масандра, Золоте поле) і білі (Сонячна долина, Талісман), та ординарні червоні (Ізабелла, Червона троянда), білі (Сонце в келисі) і рожеві (Легенда) вина.
Білі, рожеві і червоні солодкі та лікерні вина мають ніжний сортовий аромат та оригінальний сортовий букет, в якому залежно від марки вина можуть відчуватись тони троянди, цитрусових плодів, айви, варення з чорної смородини, шоколаду і ін., повний, гармонійний смак. Лікерні десертні вина відрізняються від солодких більшою екстрактивністю через підвищений вміст цукру, густиною і маслянистістю.
Мускати — вина, приготовані з особливих зав'ялених мускатних сортів винограду із вмістом цукру вище 20%, в яких розвивається сильний, так званий мускатний аромат. Цей аромат переходить у вино і облагороджується під час витримування, набуваючи тонів троянд, цитринів. Технологія виробництва не відрізняється від схеми виробництва десертних виноматеріалів, але відсутня обробка їх теплом. Марочні мускати витримують в бочках від 1 до 3 років. Для підвищення якості мускатних вин здійснюють помірне теплове витримування в герметичних резервуарах без доступу кисню повітря при температурі 37-40ºС протягом 2-3 місяців.
Розрізняють солодкі мускателі з вмістом цукру 140-150 г/дм³ солодкі мускатні вина з цукристістю 140-200 г/дм³, і лікерні — 210-300 г/дм³. Мускати з цукристістю 210 г/дм³ і вище відрізняються сильним мускатним ароматом, що зберігається у вині від 5 до 8 років. Вміст спирту в цих винах становить 15-17%. В Україні виготовляють Мускат Коктебель, Мускат Закарпатський, Мускат білий десертний, Мускат білий Лівадія і ін.
Токайські вина мають золотистий колір, дуже тонкий букет, смак з мускатними, квітковими і медовими тонами, легким відтінком шкоринки житнього свіжоспеченого хліба.
Суть технології виробництва токайського вина полягає у змішуванні екстракту ассу (винограду з пліснявою) з виноградним суслом або з молодим вином, що вже пройшло ферментацію. Їх співвідношення залежить від ступеня солодкості майбутнього вина. Чим більше ассу додано — тим солодшим буде вино. Суміш настоюють 24-36 годин і пресують. Після цього переносять у невеликих бочках в холодні підвали, де сусло з високим вмістом цукру поволі бродить, інколи 3-4 роки.
Солодкі вина токайського типу містять 15-16% об. спирту, 160-200 г/дм³ цукру, в лікерних токаях — 12-16% об. спирту, 210-300 г/дм³ цукру. Кислотність токайських вин становить 3-7 г/дм³. В Україні випускають солодкі (Піно-Грі, Закарпатське) та лікерні (Токай південнобережний, Токай Даніль) вина токайського типу.
Кагор — це кріплене солодке вино густого темно-червоного кольору з гранатовим відтінком, яке містить 15-17% об. спирту, 140-200 г/дм³ цукру і 3-7 г/дм³ титрованих кислот. Характерною технологічною особливістю виробництва кагору є подрібнення винограду і нагрівання отриманої м'язги до температури 75-80ºС протягом 18-24 годин. Теплова обробка сприяє повнішому переходу з м'язги в сусло екстрактивних речовин, внаслідок чого вино набуває інтенсивного забарвлення, розкішний букет і повний оксамитовий терпкий смак з чітко вираженими шоколадними тонами. В Україні виготовляється серед ординарних вин Кагор густий, серед марочних — Кагор Південнобережний.
Малага є купажним вином. Технологія виробництва має свої особливості: зав'ялювання зібраного винограду на сонячних майданчиках, наступне зброджування частини сусла і уварювання іншої частини до отримання темного кольору і пригорілого присмаку, що під час витримування переходить в характерний, злегка пригоріло-смолистий смак, збагачений відтінками чорносливу і кави. Малагу витримують не менше 2 років у дубових бочках. Колір готового вина від темно-червоного до кавово-коричневого, смак повний з приємною гірчинкою, в букеті переважають карамельні тони. Вміст спирту 15-17% об., цукру — 210-300 г/дм³, кислотність — 3-7 г/дм³.